# Cerkiew Narodzenia Bogurodzicy w Wańkowej
Cerkiew Narodzenia Bogurodzicy w Wańkowej – dawna filialna cerkiew greckokatolicka, wybudowana w 1726 w Ropience, a przeniesiona w 1985 do Wańkowej.
W latach 1947–1985 nieczynna kultowo, dewastowana i okradziona.
Od 1986 użytkowana jako rzymskokatolicki kościół parafialny Matki Bożej Różańcowej parafii w Wańkowej.
Obiekt wpisany w 1969 do rejestru zabytków.

## Galeria

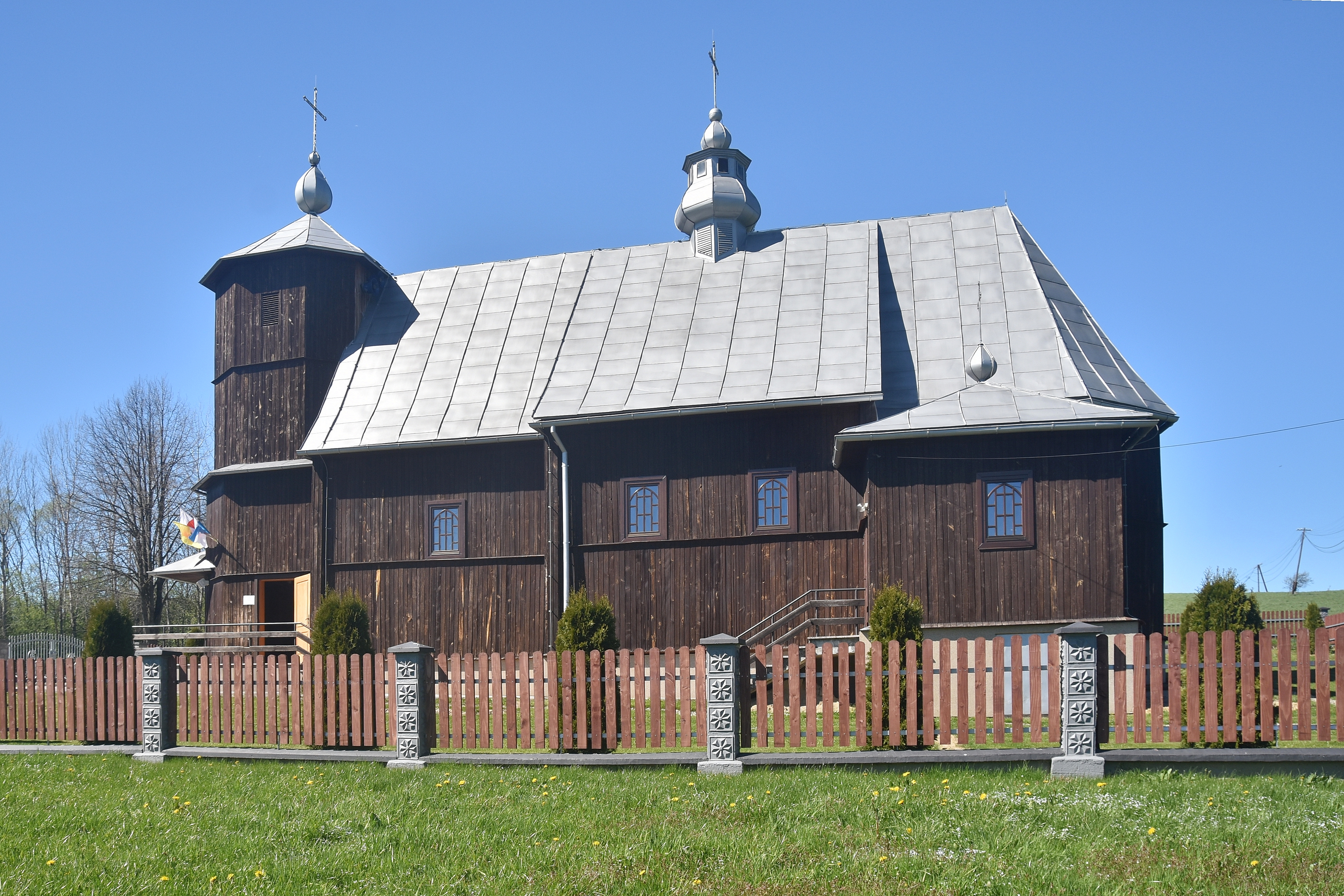
Elewacja południowa
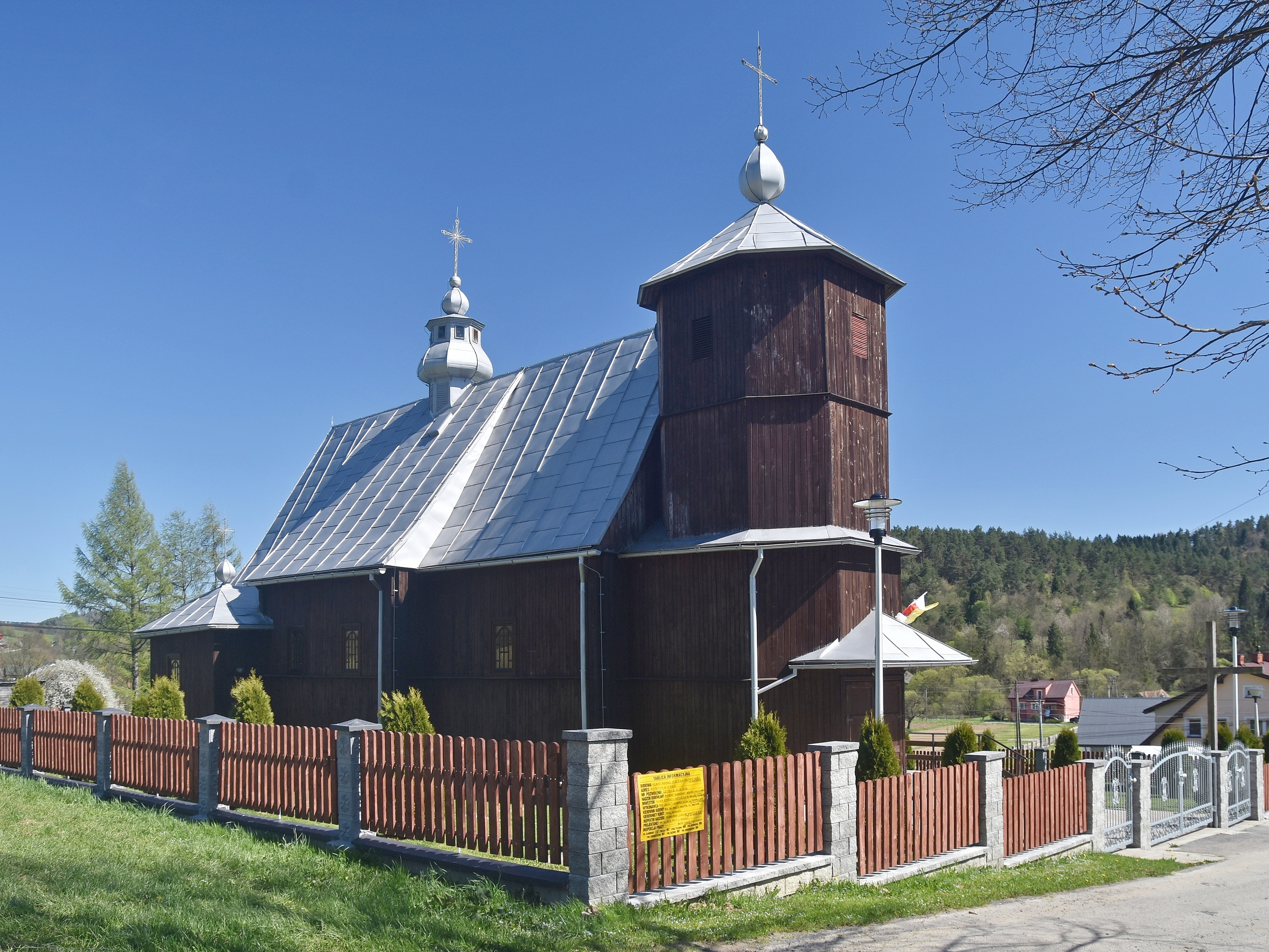
Widok od strony północnej
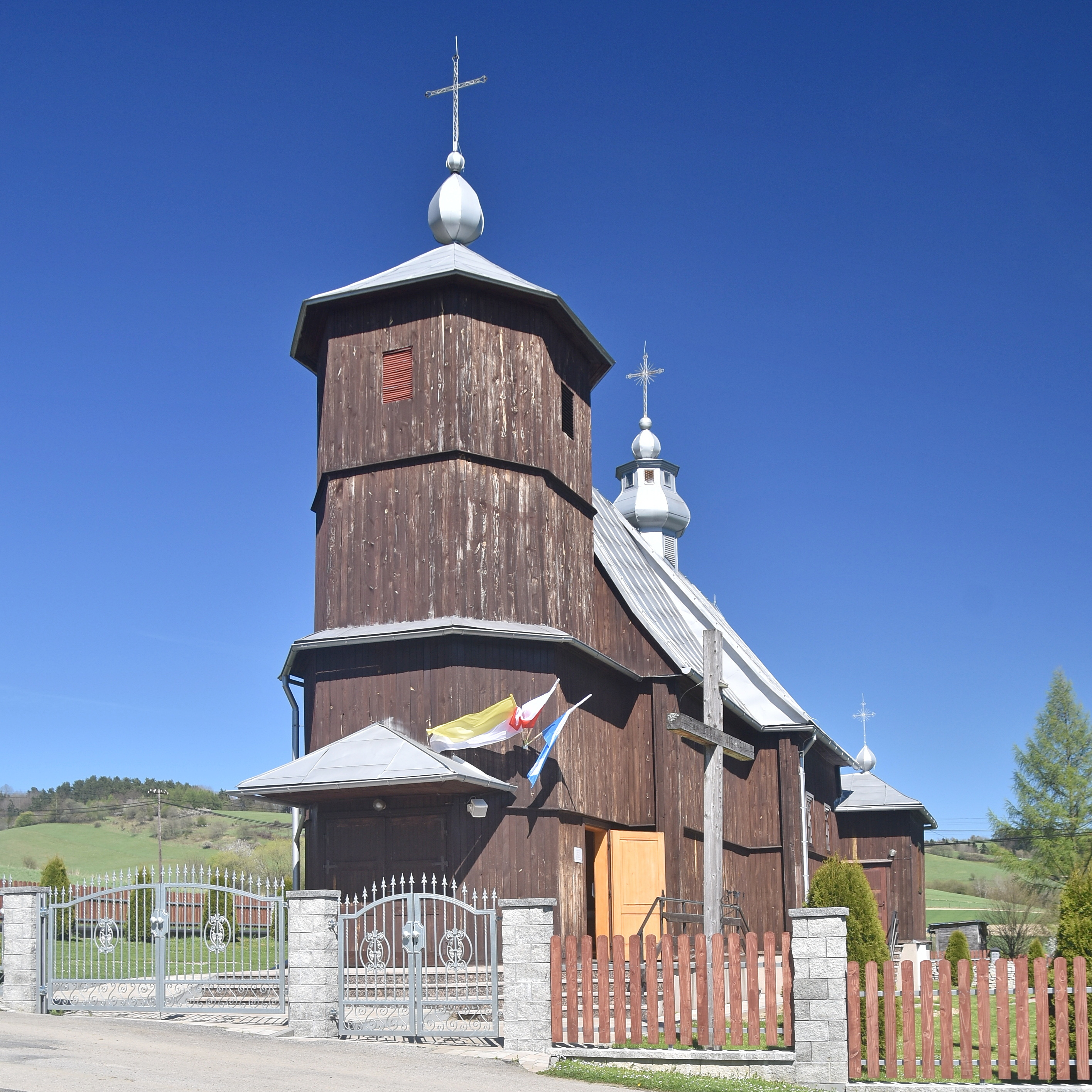
Widok od strony zachodniej
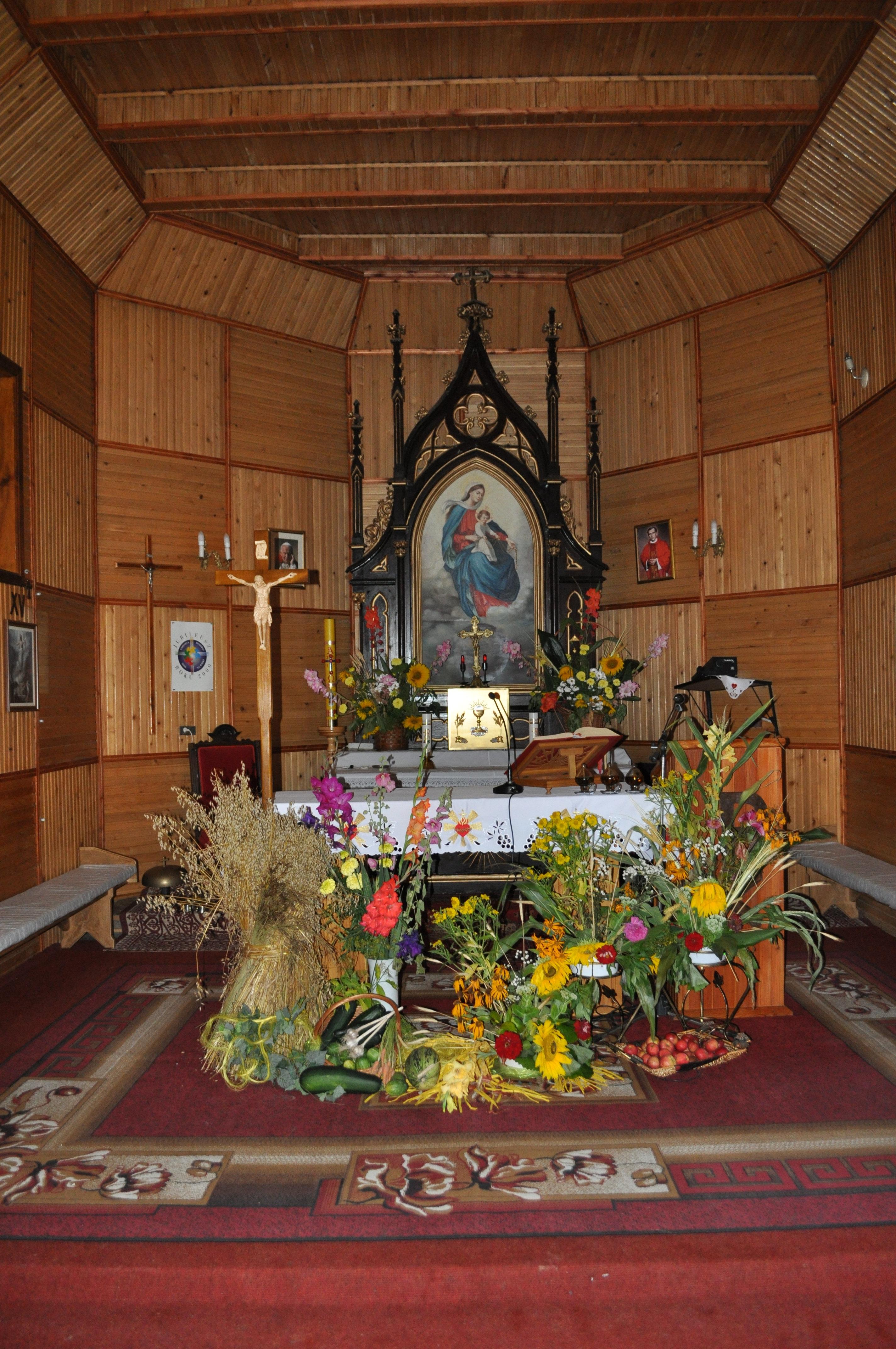
Wnętrze
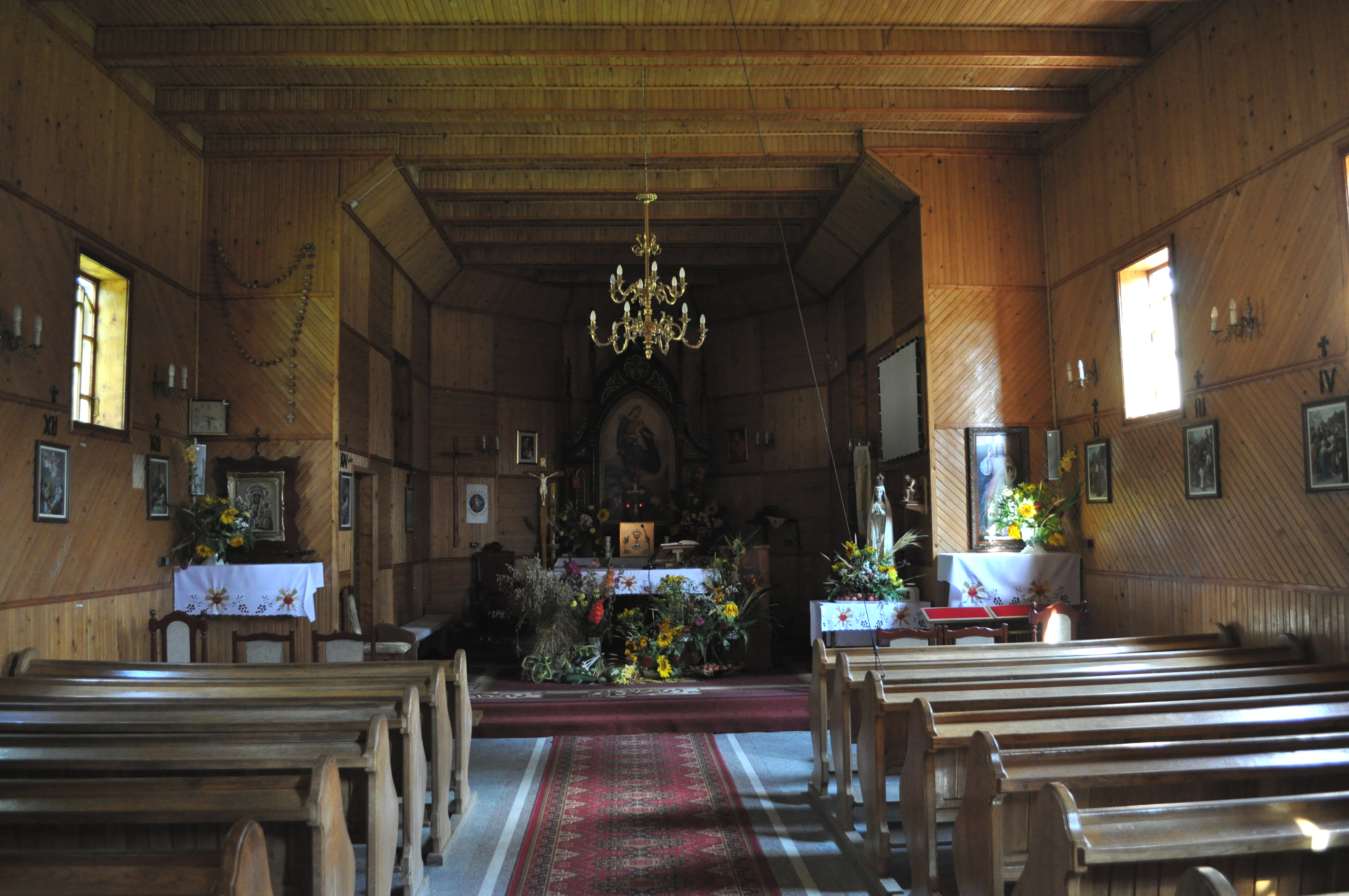
Wnętrze